# Io e te
Io e te is een Italiaanse dramafilm uit 2012 onder regie van Bernardo Bertolucci. Het scenario is gebaseerd op de gelijknamige roman uit 2010 van de Italiaanse auteur Niccolò Ammaniti.

## Verhaal
De introverte Lorenzo zegt aan zijn ouders dat hij op skivakantie gaat. Eigenlijk verbergt hij zich in de kelder. Hij tracht er zijn halfzus Olivia te helpen om van haar heroïneverslaving af te komen.

## Rolverdeling
- Tea Falco: Olivia
- Jacopo Olmo Antinori: Lorenzo
- Sonia Bergamasco: Moeder van Lorenzo
- Veronica Lazar: Grootmoeder van Lorenzo
- Tommaso Ragno: Ferdinando
- Pippo Delbono: Psycholoog